# Heinrich V. von Knöringen

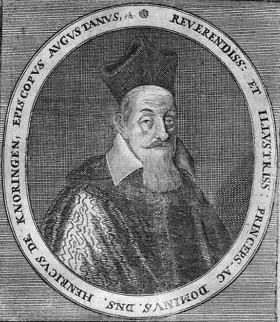
Bischof Heinrich von Knöringen; zeitgenössischer Stich

Bischof Heinrich von Knöringen

Heinrich von Knöringen (* 5. Februar 1570 in Nesselwang; † 25. Juni 1646 in Dillingen) war als Heinrich V. Bischof von Augsburg von 1599 bis 1646.

## Leben
Heinrich aus dem schwäbischen Ministerialengeschlecht Knöringen war Sohn des bischöflichen Pflegers Johann Christoph von Knöringen. 1586 trat er in den Klerikerstand ein und studierte drei Jahre später Jura an der Universität in Ingolstadt, wechselte 1590 an das Collegium Germanicum in Rom und studierte von 1591 bis 1593 an der Universität Siena.
Am 15. September 1595 empfing er in Augsburg die Diakonatsweihe. 1598 wurde er vom Augsburger Domkapitel wegen seiner Verdienste um die katholische Sache zum Nachfolger des verstorbenen Bischofs Johann Otto von Gemmingen gewählt. Im Mai 1599 empfing er die Priesterweihe, am 13. Juni 1599 spendete ihm der Bischof von Eichstätt, Johann Konrad von Gemmingen, die Bischofsweihe.
Heinrich von Knöringen ist besonders für sein Eintreten für die kirchliche Erneuerung bekannt geworden. In seine Amtszeit fiel das mit Ferdinand II. 1629 ratifizierte Augsburger Restitutionsedikt. Während des Dreißigjährigen Krieges musste er von 1632 bis 1635 und ab 1645 Zuflucht in Reutte, Hall, Imst in Tirol und Innsbruck suchen.
Er starb nach knapp 48 Jahren im bischöflichen Amt. Seine sterblichen Überreste wurden in der Dillinger Studienkirche beigesetzt.